# Кочија (тарот карта)
Кочија (VII) је седми адут или карта Велике Аркане у већини традиционалних тарот шпилова. Користи се у игрању игара као и у прорицању.

## Опис
Фигура седи у кочијама, иако не држи узде, вуку га две сфинге или коња. Често постоји црно-бели мотив, на пример један коњ може бити црн, а други бео. Фигура може бити крунисана шлемом, а у неким приказима је и крилата. Може такође држати мач или штап. Шпил Тот тарот има осликану фигуру која узда четири животиње.
Маљ, или чекић, на грбу кочије је масонски симбол који представља самоконтролу.
Звездана крошња изнад главе кочијаша приказује „небеске утицаје”.

## Тумачење
Према књизи А. Е. Вејта из 1910. Сликовни кључ тарота, карта Кочија носи неколико прорицатељских асоцијација:
7. КОЧИЈА. —Помоћ, провиђење; такође рат, тријумф, умишљеност, освета, невоља. Обратно: побуна, свађа, спор, парница, пораз.

## Алтернативни шпилови
Други називи за картицу су Центурион или Победа.